# Czernogorsk
Czernogorsk (ros. Черногорск) – miasto w Rosji (Chakasja), w Kotlinie Minusuńskiej. Ośrodek wydobycia węgla kamiennego; przemysł materiałów budowlanych, metalowy, wełniarski.

## Demografia
Liczba mieszkańców w 2003 roku wynosiła ok. 78 tys. W 2006 było to około 73 tys.